# Soumaïla Sylla
Soumaïla Sylla (Ivry-sur-Seine, 15 marzo 2004) è un calciatore francese naturalizzato guineano, portiere dello Stade Reims 2.

## Carriera

### Club
Sylla è cresciuto nel settore giovanile dello Stade Reims e nel 2022 è stato assegnato alla seconda squadra militante in Championnat National 2. Il 12 luglio 2024 ha firmato il suo primo contratto professionistico.

### Nazionale
Ha giocato nella nazionale francese Under-18.
Ha giocato nella nazionale guineana Under-23.
Nel 2024 è stato convocato dalla nazionale olimpica guineana per partecipare ai Giochi della XXXIII Olimpiade.
Sempre nel 2024 è stato convocato in più occasioni dalla nazionale maggiore guineana, da cui poi ha continuato a ricevere convocazioni per poi esordire il 21 marzo 2025 nel pareggio interno contro la Somalia (0-0).

## Statistiche

### Presenze e reti nei club
Statistiche aggiornate al 24 luglio 2024.
| Stagione        | Squadra         | Campionato      | Campionato | Campionato | Coppe nazionali | Coppe nazionali | Coppe nazionali | Coppe continentali | Coppe continentali | Coppe continentali | Altre coppe | Altre coppe | Altre coppe | Totale | Totale | Totale |
| Stagione        | Squadra         | Comp            | Pres       | Reti       | Comp            | Pres            | Reti            | Comp               | Pres               | Reti               | Comp        | Pres        | Reti        | Pres   | Reti   |        |
| --------------- | --------------- | --------------- | ---------- | ---------- | --------------- | --------------- | --------------- | ------------------ | ------------------ | ------------------ | ----------- | ----------- | ----------- | ------ | ------ | ------ |
| 2021-2022       | Stade Reims 2   | N2              | 3          | -3         |                 | -               | -               |                    | -                  | -                  |             | -           | -           | 3      | -3     |        |
| 2022-2023       | Stade Reims 2   | N2              | 11         | -19        |                 | -               | -               |                    | -                  | -                  |             | -           | -           | 11     | -19    |        |
| 2023-2024       | Stade Reims 2   | N3              | 8          | -12        |                 | -               | -               |                    | -                  | -                  |             | -           | -           | 8      | -12    |        |
| Totale carriera | Totale carriera | Totale carriera | 22         | -34        |                 | -               | -               |                    | -                  | -                  |             | -           | -           | 22     | -34    |        |